# Nampont
Nampont, parfois appelée Nampont-Saint-Martin, est une commune française située dans le département de la Somme, en région Hauts-de-France.
Depuis juillet 2020, la commune fait partie du parc naturel régional Baie de Somme - Picardie maritime.
La commune fait partie des villages labellisés Pays d'art et d'histoire qui œuvrent à mettre en avant leur patrimoine,.

## Géographie

### Localisation
À la limite entre le Pas-de-Calais et la Somme, Nampont est un village picard du Ponthieu.
À vol d'oiseau, la localité est située à 10 km au nord-est de Rue, 13 km au sud de Montreuil-sur-Mer, 28 km au nord d'Abbeville et à 64 km au nord-ouest d'Amiens.
Le territoire de la commune est limitrophe de ceux de sept communes.
Les communes limitrophes sont Maintenay, Nempont-Saint-Firmin, Roussent, Tigny-Noyelle, Argoules, Villers-sur-Authie et Vron.

### Hydrographie

#### Réseau hydrographique
La commune est située dans le bassin Artois-Picardie. Elle est drainée par l'Authie, le canal de Dessèchement Amont, le canal de Dessèchement Aval, le canal de Pende, le canal de Fresne, le marais de colline, le Nampont et divers autres petits cours d'eau.
L'Authie, d'une longueur de 108 km, prend sa source dans la commune de Coigneux et se jette  dans la Manche, son embouchure formant une vaste baie, comprise entre Fort-Mahon-Plage et Berck, typique des estuaires picards.
Le canal de Dessèchement amont, d'une longueur de 11 km, prend sa source dans la commune de Douriez et se jette  dans le canal de Dessèchement Aval sur la commune, après avoir traversé six communes.

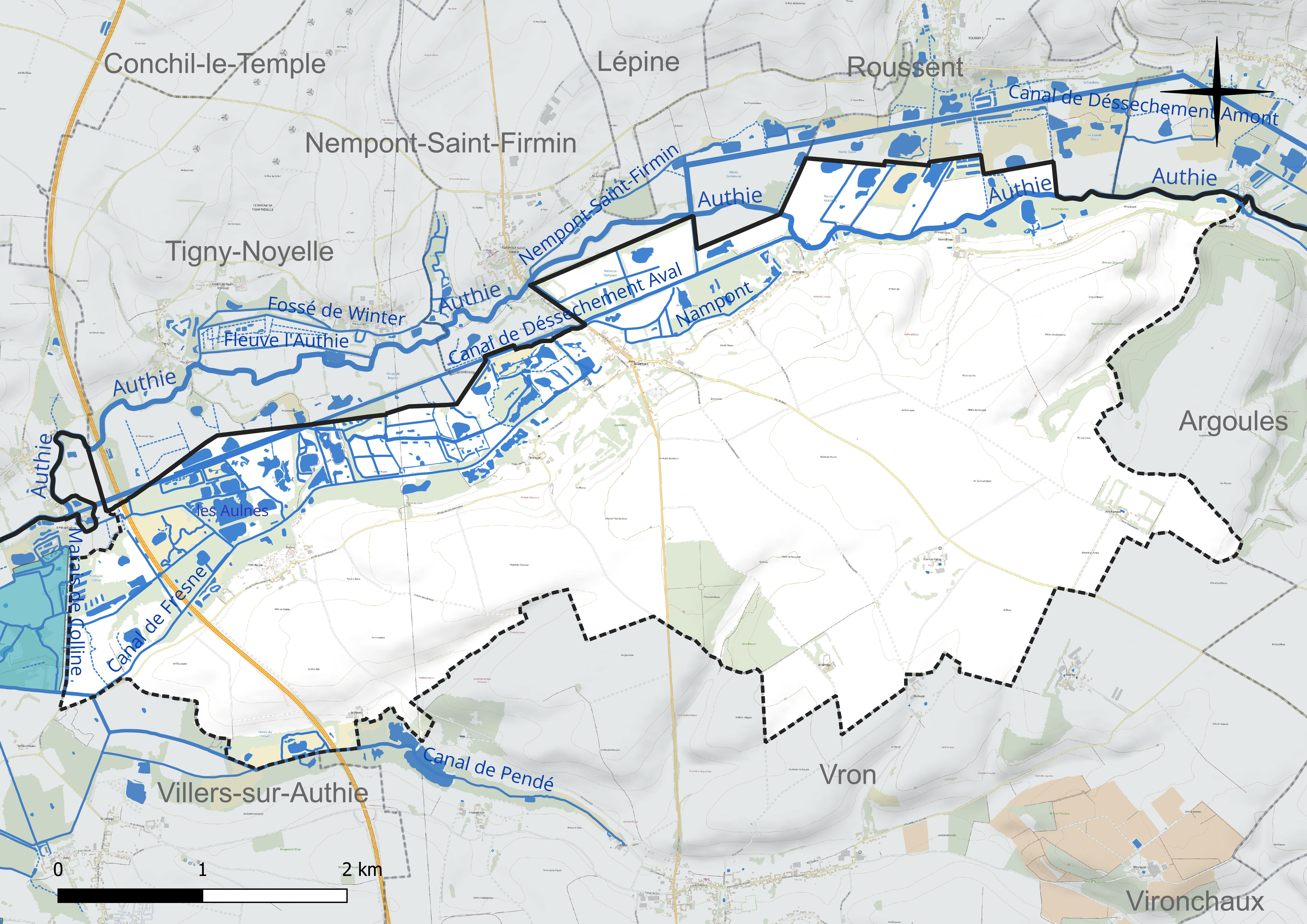
Réseau hydrographique de Nampont.

Un plan d'eau complète le réseau hydrographique : les Aulnes (4,2 ha),.

#### Gestion et qualité des eaux
Le territoire communal est couvert par le schéma d'aménagement et de gestion des eaux (SAGE) « Authie ». Ce document de planification concerne un territoire de 1 253 km2 de superficie, délimité par le bassin versant de l'Authie. Le périmètre a été arrêté le 5 août 1999 et le SAGE proprement dit est, en 2024, en cours d'élaboration. La structure porteuse de l'élaboration et de la mise en œuvre est le syndicat mixte Canche Et Authie.
La qualité des cours d'eau peut être consultée sur un site dédié géré par les agences de l'eau et l'Agence française pour la biodiversité.

### Climat
Pour des articles plus généraux, voir Climat des Hauts-de-France et Climat de la Somme.
En 2010, le climat de la commune est de type climat océanique franc, selon une étude du CNRS s'appuyant sur une série de données couvrant la période 1971-2000. En 2020, Météo-France publie une typologie des climats de la France métropolitaine dans laquelle la commune est exposée à un climat océanique et est dans la région climatique Côtes de la Manche orientale, caractérisée par un faible ensoleillement (1 550 h/an) ; forte humidité de l'air (plus de 20 h/jour avec humidité relative > 80 % en hiver), vents forts fréquents.
Pour la période 1971-2000, la température annuelle moyenne est de 10,6 °C, avec une amplitude thermique annuelle de 13,1 °C. Le cumul annuel moyen de précipitations est de 835 mm, avec 13,1 jours de précipitations en janvier et 8,1 jours en juillet. Pour la période 1991-2020, la température moyenne annuelle observée sur la station météorologique la plus proche, située sur la commune du Touquet-Paris-Plage à 22 km à vol d'oiseau, est de 11,2 °C et le cumul annuel moyen de précipitations est de 888,8 mm,. Pour l'avenir, les paramètres climatiques de la commune estimés pour 2050 selon différents scénarios d'émission de gaz à effet de serre sont consultables sur un site dédié publié par Météo-France en novembre 2022.

## Urbanisme

### Typologie
Au 1er janvier 2024, Nampont est catégorisée commune rurale à habitat dispersé, selon la nouvelle grille communale de densité à sept niveaux définie par l'Insee en 2022.
Elle est située hors unité urbaine et hors attraction des villes,.

### Occupation des sols
L'occupation des sols de la commune, telle qu'elle ressort de la base de données européenne d'occupation biophysique des sols Corine Land Cover (CLC), est marquée par l'importance des territoires agricoles (68,8 % en 2018), en diminution par rapport à 1990 (72,6 %). La répartition détaillée en 2018 est la suivante : 
terres arables (61,2 %), zones humides intérieures (21,3 %), prairies (4,5 %), forêts (3,7 %), espaces verts artificialisés, non agricoles (3,4 %), zones agricoles hétérogènes (3,1 %), milieux à végétation arbustive et/ou herbacée (1,4 %), zones urbanisées (1,2 %). L'évolution de l'occupation des sols de la commune et de ses infrastructures peut être observée sur les différentes représentations cartographiques du territoire : la carte de Cassini (XVIIIe siècle), la carte d'état-major (1820-1866) et les cartes ou photos aériennes de l'IGN pour la période actuelle (1950 à aujourd'hui).

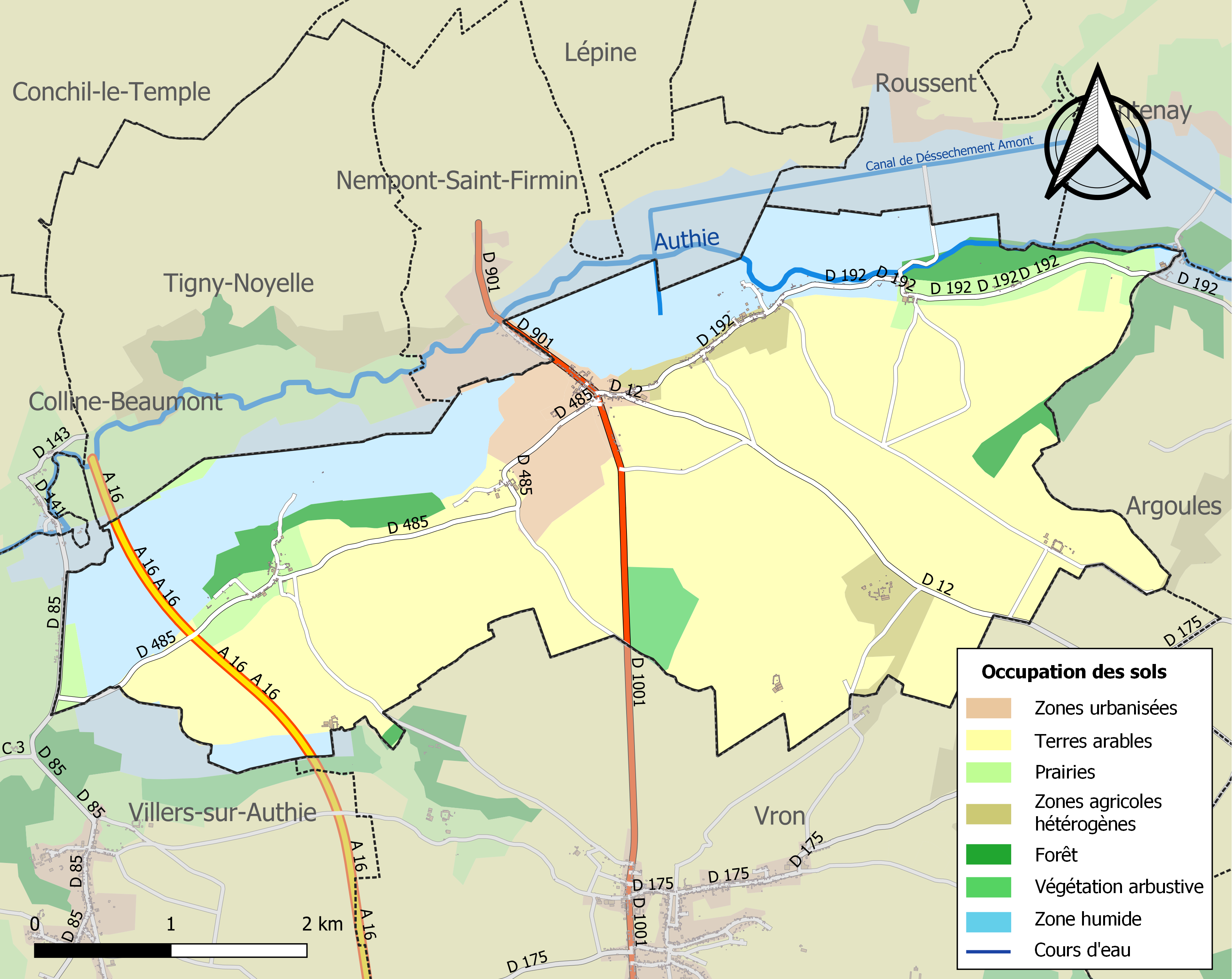
Carte des infrastructures et de l'occupation des sols de la commune en 2018 (CLC).

### Lieux-dits, hameaux et écarts
Flexicourt, Grand et Petit-Préaux, Fresne, Le Ménage, Le Mesnil, Montigny, le Pinchemont sont des hameaux ou des écarts du village qui ont leur propre histoire.

### Voies de communication et transports
À la limite entre le Pas-de-Calais et la Somme, Nampont est située sur l'ancienne nationale 1 (RN 1), actuelle RD 9001, en vis-à-vis de l'autre Nempont, Nempont-Saint-Firmin.
En 2019, la localité est desservie par les lignes de bus du réseau Trans'80, chaque jour de la semaine, sauf le dimanche.

## Toponymie
Ernest Nègre nous livre Nempotei en 1127 (peut-être à lire « Nempontei »), Nempont en 1143 et Nemponth en 1169.
La présence d'un pont sur l'Authie est très probablement liée à l'origine du nom du village. Toponyme issu du gaulois nemeton « sanctuaire » et du roman pontem « pont » (comprendre gallo-roman PONTE).
Durant la Révolution, la commune porte le nom de Nampont-l'Égalité.

## Histoire
Un fragment de collier orné de deux pièces romaines en bronze datées d'Antonin et d'Otacilia Severa ont été trouvées à Nampont en 1888.
La seigneurie appartient à la famille de Nampont jusqu'à la fin du XIIIe siècle. Suivent les Bernâtre, les du Quesnoy, les Vaudricourt, les de Monchy jusqu'en 1712 où le village est vendu à Philippe Becquin, seigneur de Beauvillers.
En 1517, François Ier convoque, dans le château, les parlementaires qui s'opposent au concordat de Bologne.
Au XVIIe siècle, le château devient poste de douane pour la perception de la gabelle.
La famille Buteux a possédé, au XVIIe siècle, les relais de poste de Nampont et Bernay-en-Ponthieu. Le vaste bâtiment en craie qui longe l'ancienne route nationale 1 témoigne de l'importance de cette activité passée.

## Politique et administration
| Période                                  | Période                    | Identité           | Étiquette    | Qualité |
| ---------------------------------------- | -------------------------- | ------------------ | ------------ | --- |
| Les données manquantes sont à compléter. |                            |                    |              | |
| maire en 1981                            |                            | Jean Pruvost       |              | |
| Les données manquantes sont à compléter. |                            |                    |              | |
| mars 2001                                | mai 2020                   | M. Claude Hertault | DVD puis UDI | Agriculteur Président de la CC Authie-Maye (2014 → 2017) Président de la CC Ponthieu-Marquenterre (2017 → ) |
| juillet 2020                             | En cours (au juillet 2020) | Bertrand Dufour    |              | |

## Population et société

### Démographie

#### Évolution démographique
L'évolution du nombre d'habitants est connue à travers les recensements de la population effectués dans la commune depuis 1793. Pour les communes de moins de 10 000 habitants, une enquête de recensement portant sur toute la population est réalisée tous les cinq ans, les populations de référence des années intermédiaires étant quant à elles estimées par interpolation ou extrapolation. Pour la commune, le premier recensement exhaustif entrant dans le cadre du nouveau dispositif a été réalisé en 2006.

En 2022, la commune comptait 265 habitants, en évolution de +5,16 % par rapport à 2016 (Somme : −1,26 %, France hors Mayotte : +2,11 %).
| 1793 | 1800 | 1806 | 1821 | 1831 | 1836 | 1841 | 1846 | 1851 |
| ---- | ---- | ---- | ---- | ---- | ---- | ---- | ---- | ---- |
| 499  | 605  | 591  | 673  | 735  | 850  | 847  | 822  | 826  |

| 1856 | 1861 | 1866 | 1872 | 1876 | 1881 | 1886 | 1891 | 1896 |
| ---- | ---- | ---- | ---- | ---- | ---- | ---- | ---- | ---- |
| 798  | 808  | 760  | 705  | 666  | 612  | 655  | 654  | 614  |

| 1901 | 1906 | 1911 | 1921 | 1926 | 1931 | 1936 | 1946 | 1954 |
| ---- | ---- | ---- | ---- | ---- | ---- | ---- | ---- | ---- |
| 591  | 597  | 554  | 505  | 509  | 448  | 483  | 415  | 395  |

| 1962 | 1968 | 1975 | 1982 | 1990 | 1999 | 2006 | 2011 | 2016 |
| ---- | ---- | ---- | ---- | ---- | ---- | ---- | ---- | ---- |
| 335  | 342  | 305  | 263  | 242  | 228  | 260  | 241  | 252  |

| 2021 | 2022 | - | - | - | - | - | - | - |
| ---- | ---- | - | - | - | - | - | - | - |
| 260  | 265  | - | - | - | - | - | - | - |

#### Pyramide des âges
En 2018, le taux de personnes d'un âge inférieur à 30 ans s'élève à 31,8 %, soit en dessous de la moyenne départementale (36,4 %). À l'inverse, le taux de personnes d'âge supérieur à 60 ans est de 30,1 % la même année, alors qu'il est de 26,0 % au niveau départemental.
En 2018, la commune comptait 128 hommes pour 124 femmes, soit un taux de 50,79 % d'hommes, largement supérieur au taux départemental (48,51 %).
Les pyramides des âges de la commune et du département s'établissent comme suit.
| Hommes | Classe d’âge | Femmes |
| ------ | ------------ | ------ |
| 1,6    | 90 ou +      | 0,0    |
| 7,0    | 75-89 ans    | 8,1    |
| 19,5   | 60-74 ans    | 24,2   |
| 15,6   | 45-59 ans    | 21,0   |
| 20,3   | 30-44 ans    | 19,4   |
| 18,0   | 15-29 ans    | 16,1   |
| 18,0   | 0-14 ans     | 11,3   |

| Hommes | Classe d’âge | Femmes |
| ------ | ------------ | ------ |
| 0,6    | 90 ou +      | 1,8    |
| 6,7    | 75-89 ans    | 9,4    |
| 17,2   | 60-74 ans    | 18,1   |
| 19,8   | 45-59 ans    | 19,1   |
| 18,2   | 30-44 ans    | 17,5   |
| 19,4   | 15-29 ans    | 18     |
| 18,2   | 0-14 ans     | 16,2   |

### Enseignement
À la rentrée 2019, l'école ferme. Les enfants sont scolarisés au sein du regroupement pédagogique concentré l'école des Horizons à Vron.

## Culture locale et patrimoine

### Lieux et monuments
- Église Saint-Martin[40].
- Église de la Nativité-de-la-Sainte-Vierge, à campenard (ou clocher-mur) au hameau de Montigny. Ce fut autrefois l'église de la paroisse de Nampont-Saint-Martin, Pinchemont, Buire-en-Halloy, Montigny, Ménage, Préaux, devenues des fermes isolées du village de Nampont. Encore appelée chapelle Notre-Dame-de-Grâce, elle renferme une statue en chêne de la Vierge. Endommagée pendant la Révolution, elle fut restaurée dans les années 1855-1860[41].

Ce sanctuaire est l'ancienne chapelle du château féodal. Sa cloche porte la date de 1533, elle a été classée en 1912.
- La maison forte de Nampont, château du XVe siècle, près du golf[43],[44].

La maison-forte, devenue le siège d'un golf
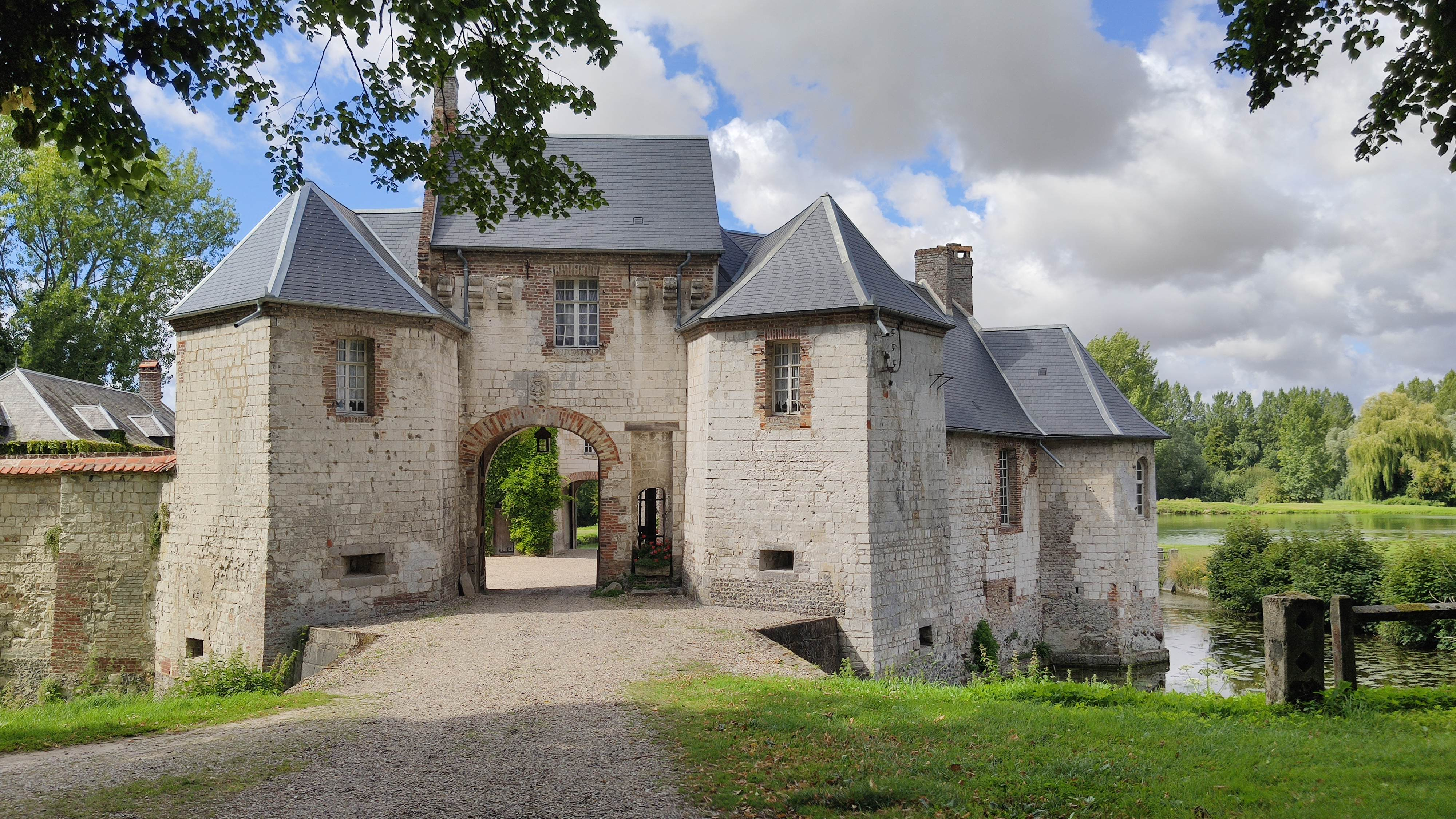
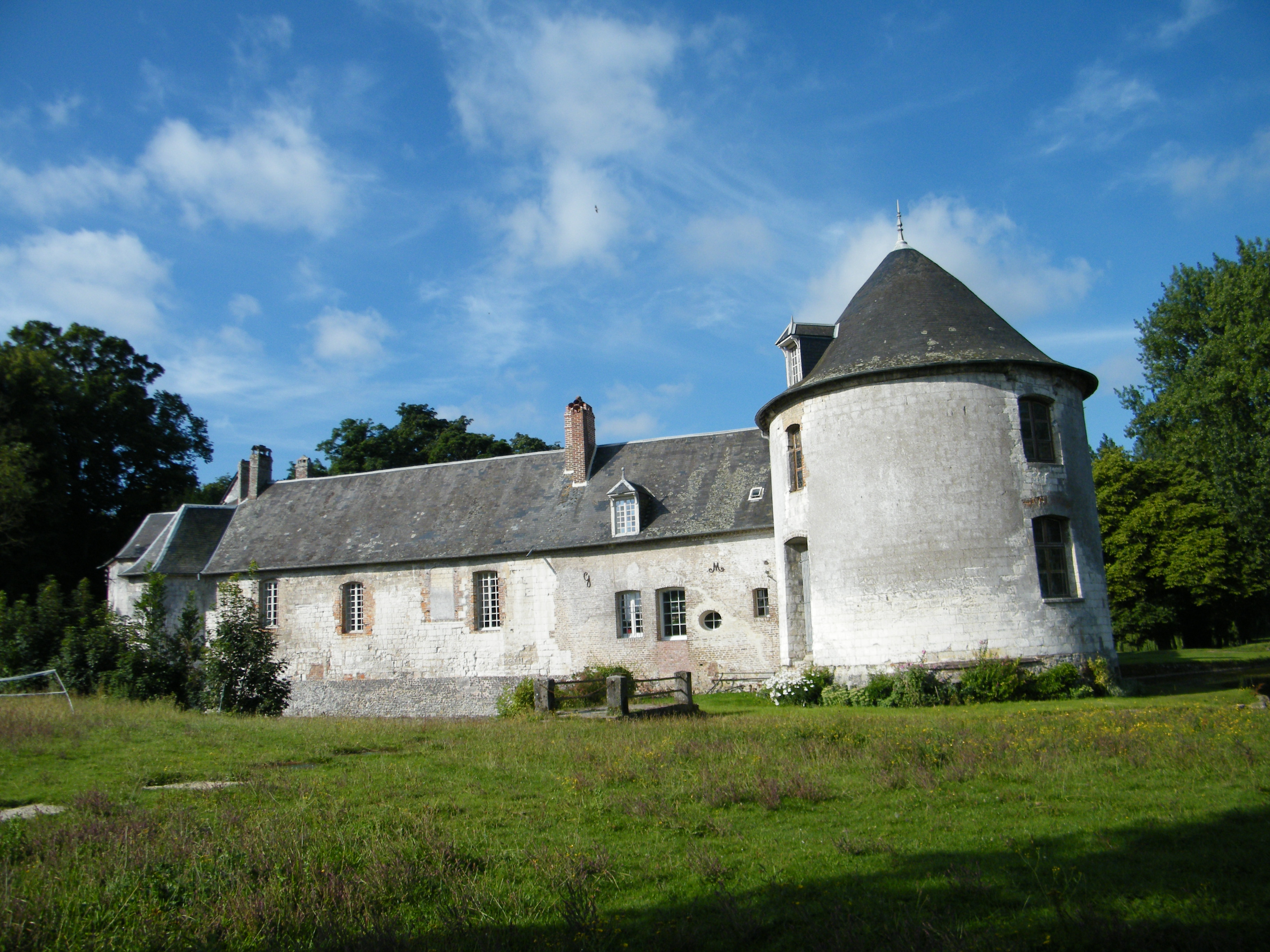
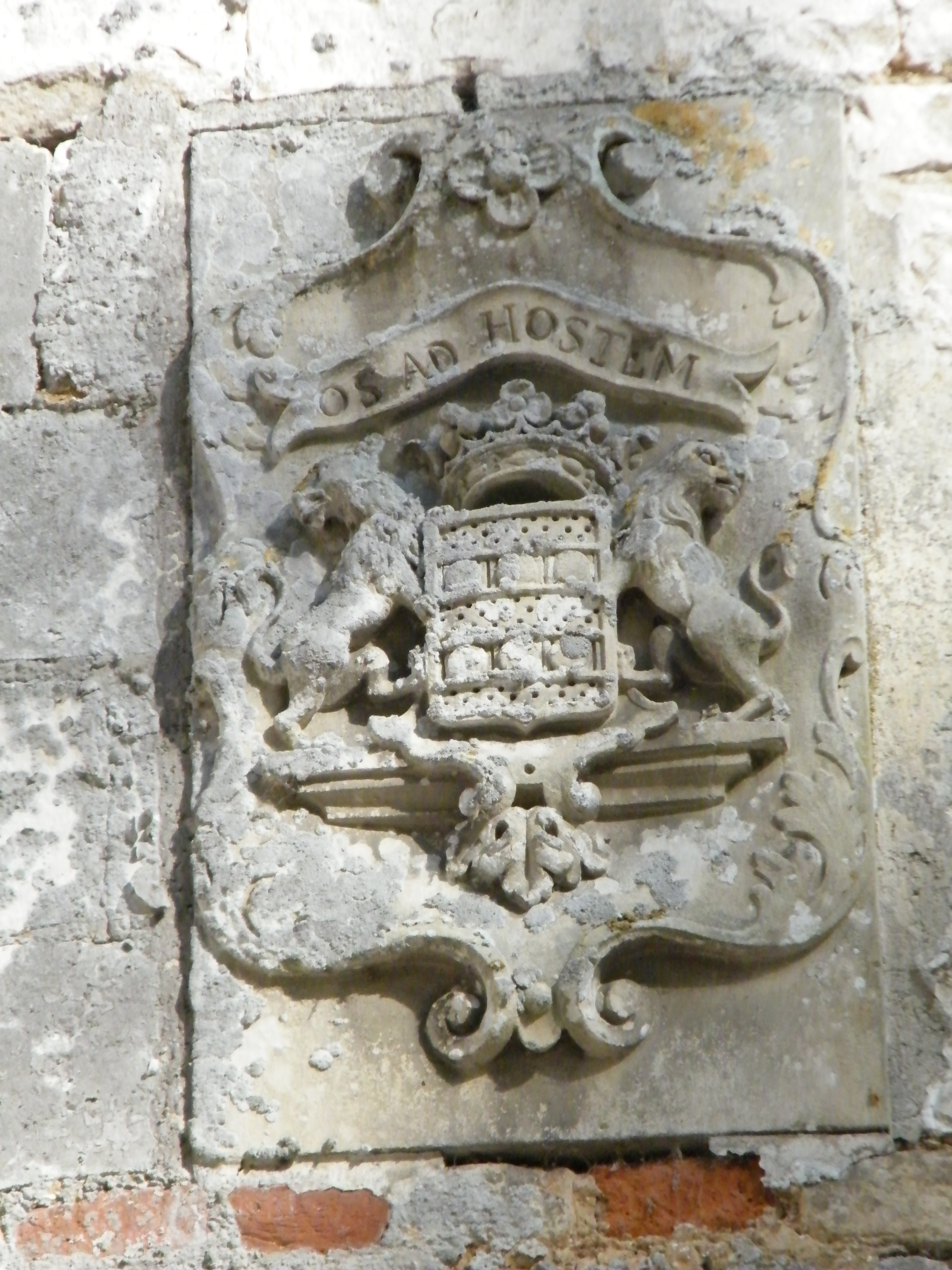
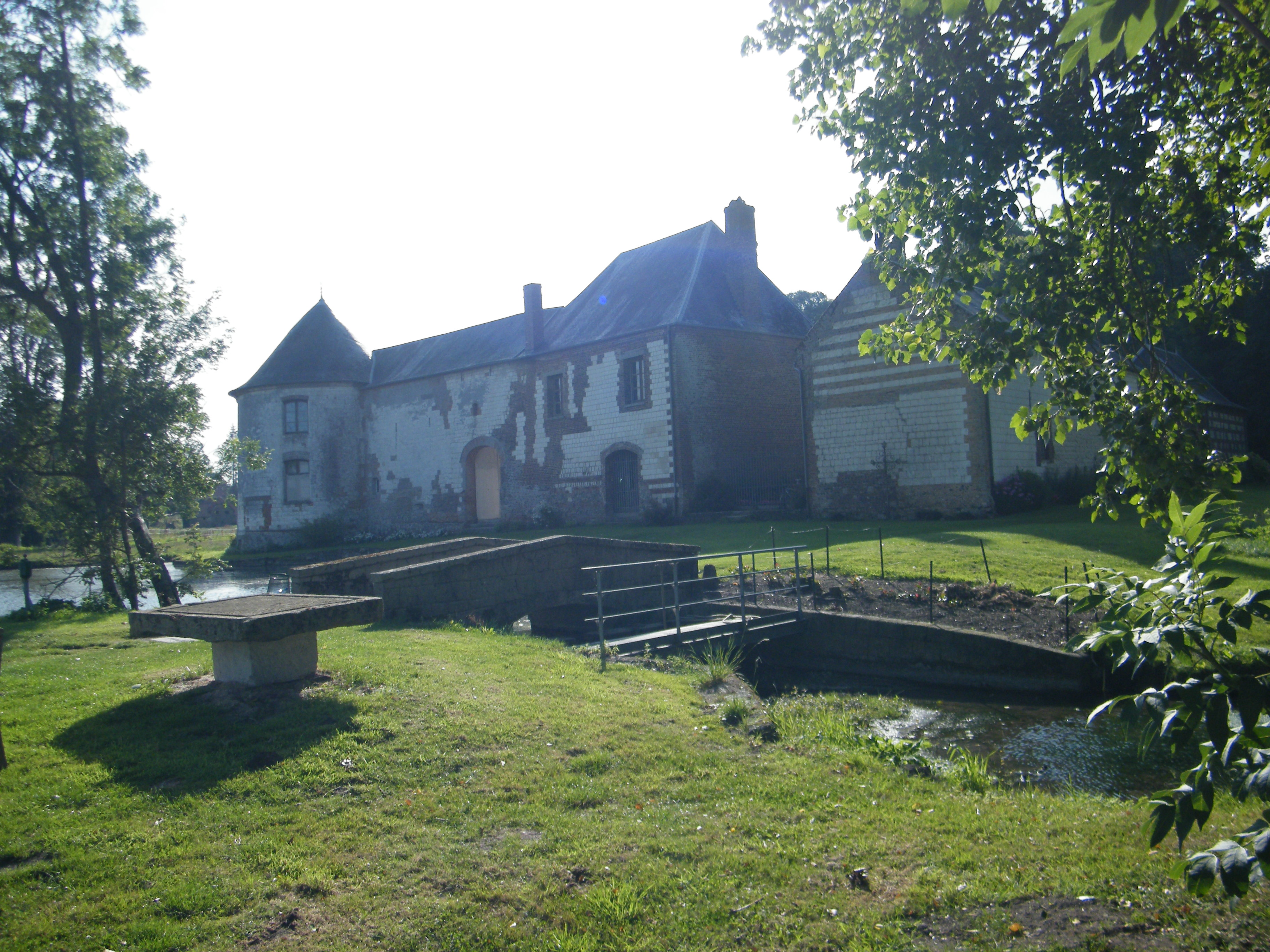
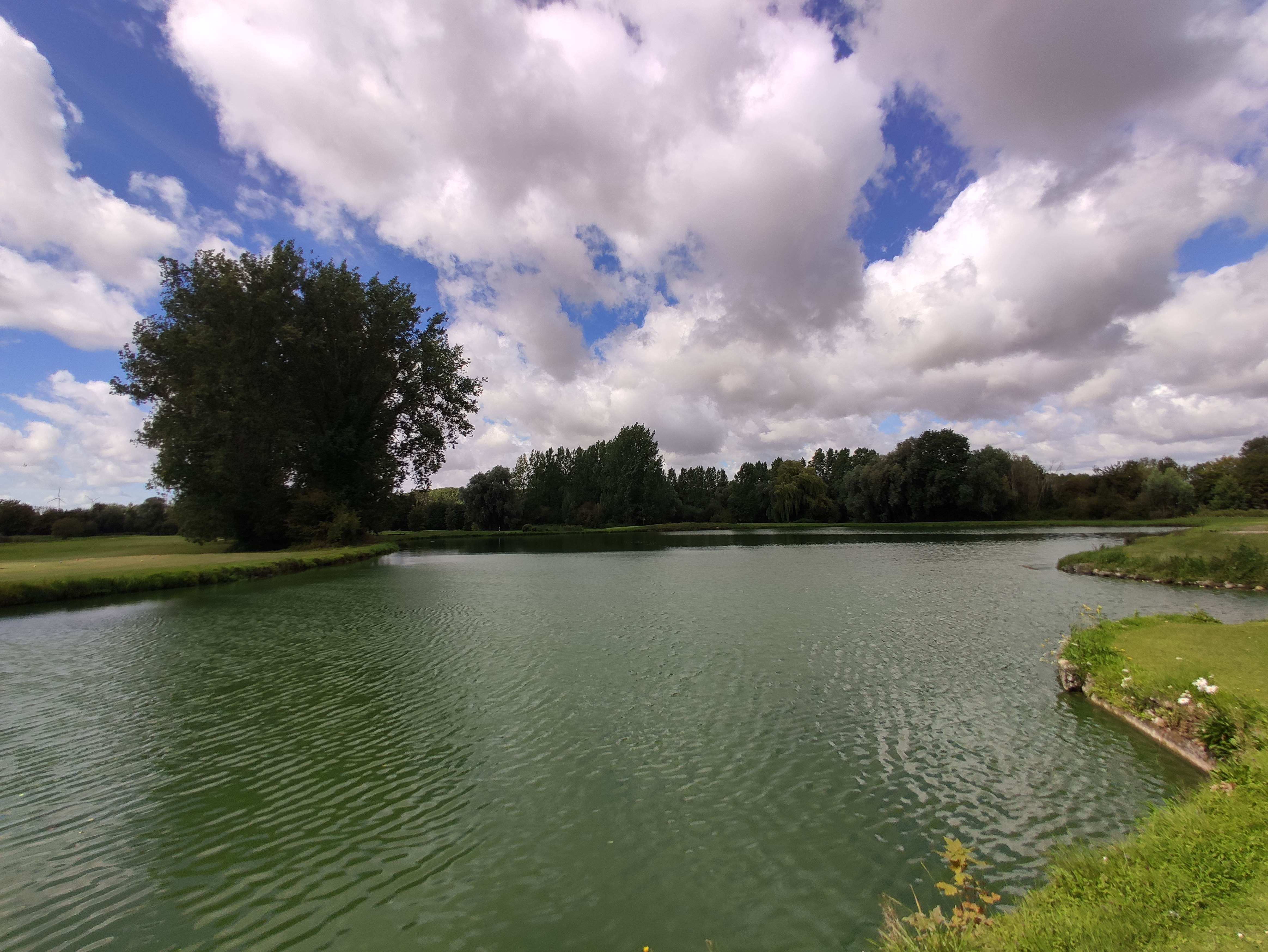
l'étang du golf
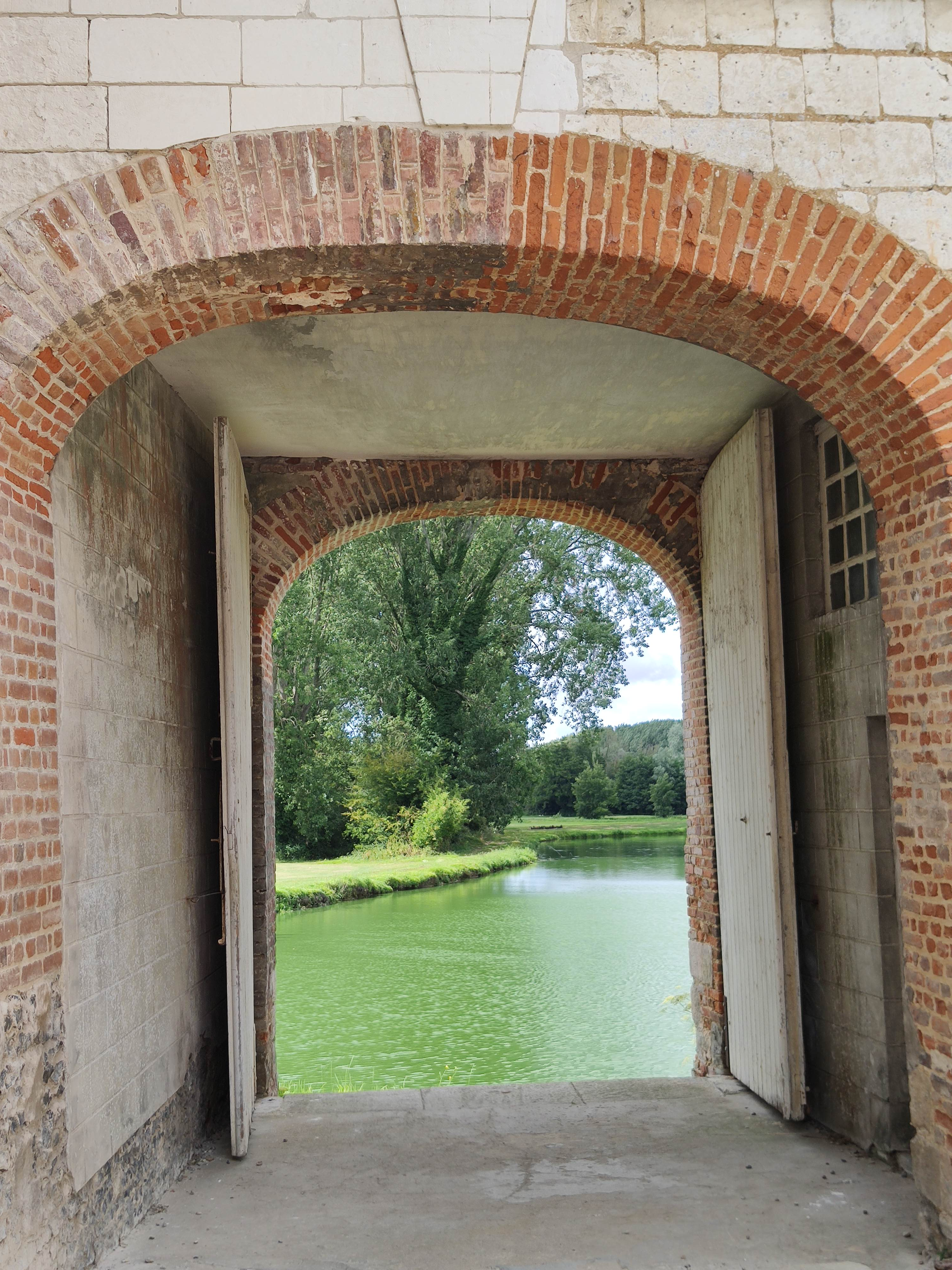
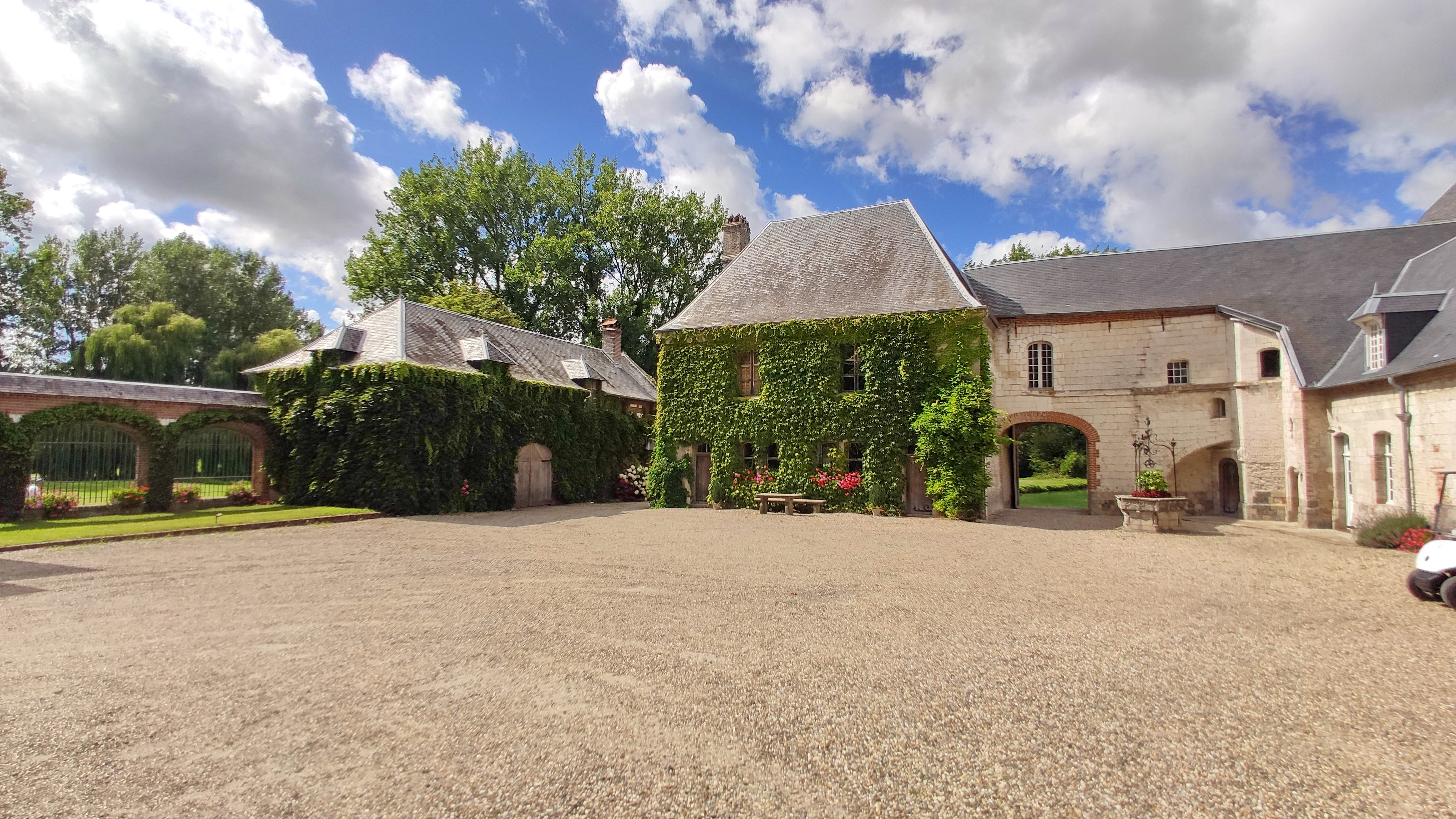
La cour de la maison-forte
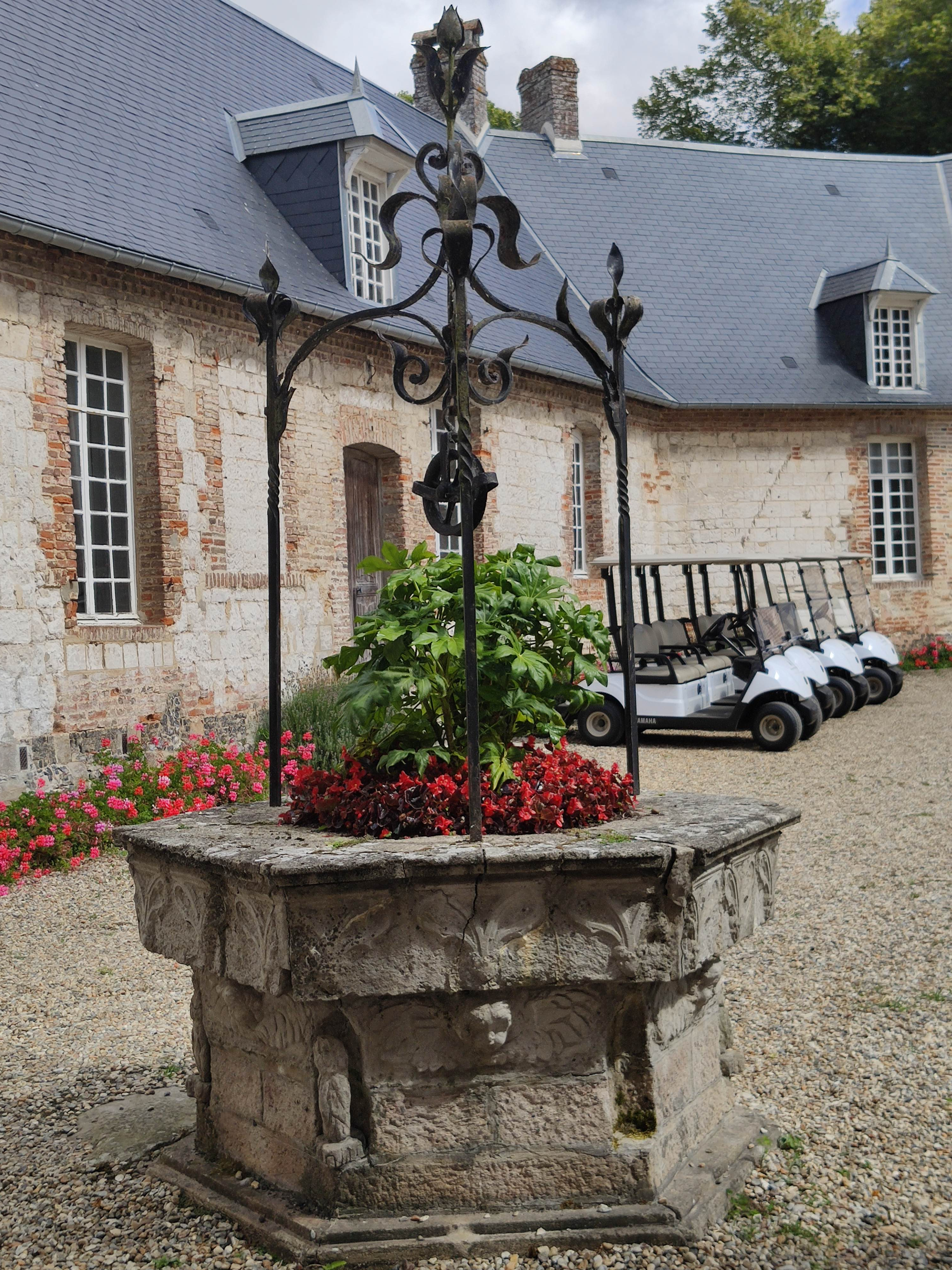
le puits de  la cour

- À Nampont, en direction de Fresne, deux parcours de golf sont dessinés autour de la maison-forte du XVe siècle. Le premier est vallonné et boisé, en complémentarité avec son cadet, au milieu des marais.

Paysage du golf
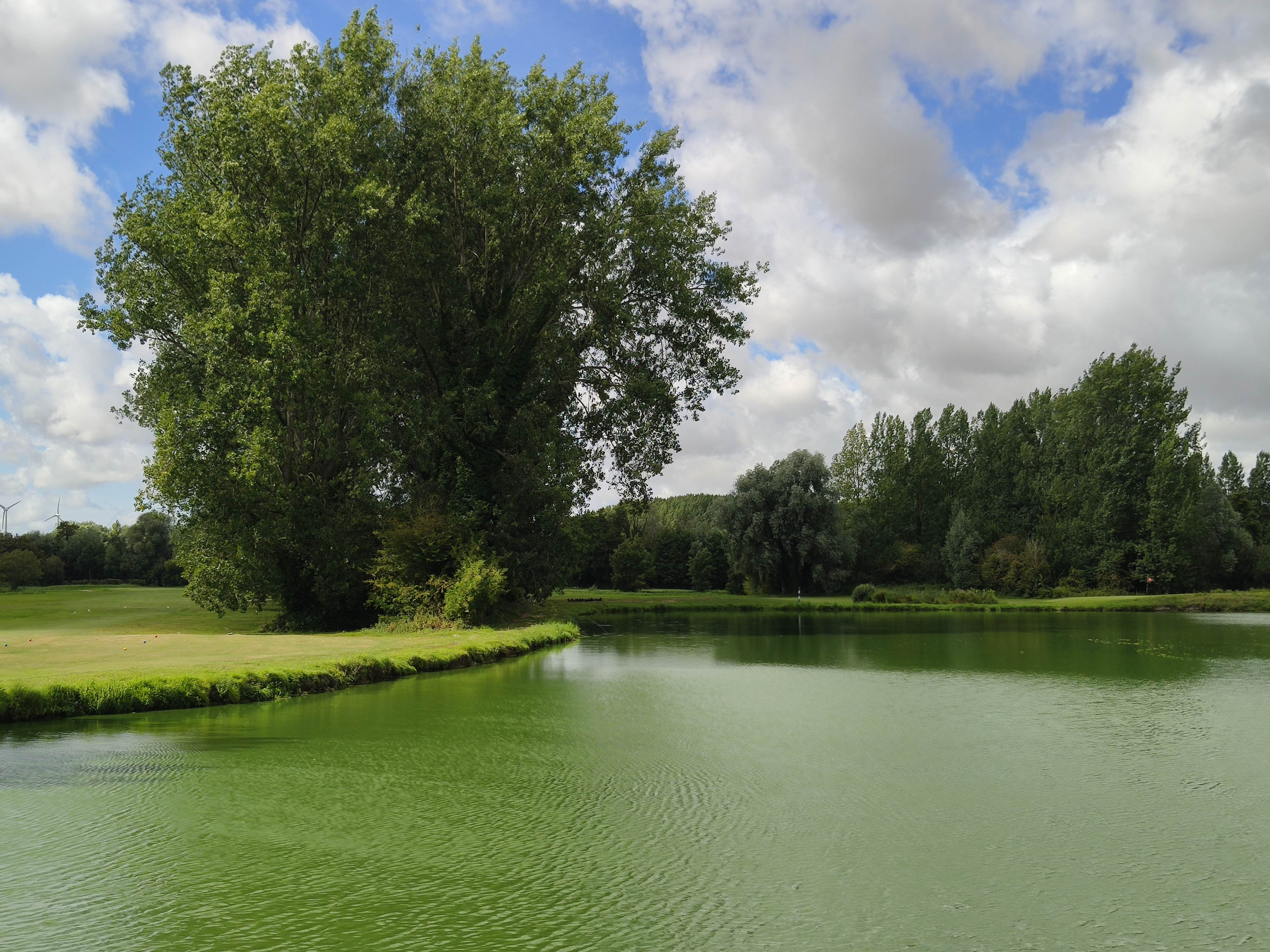
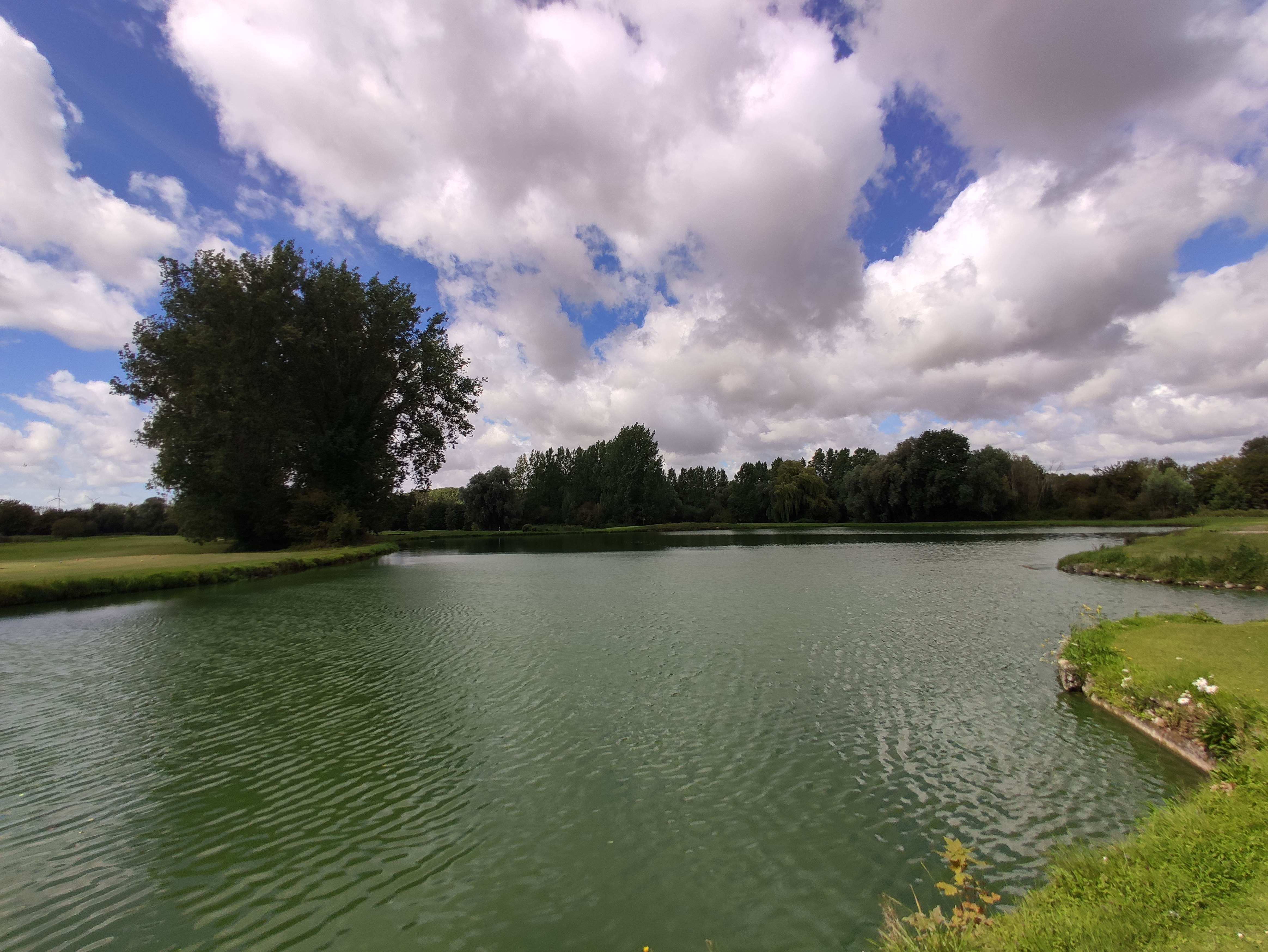
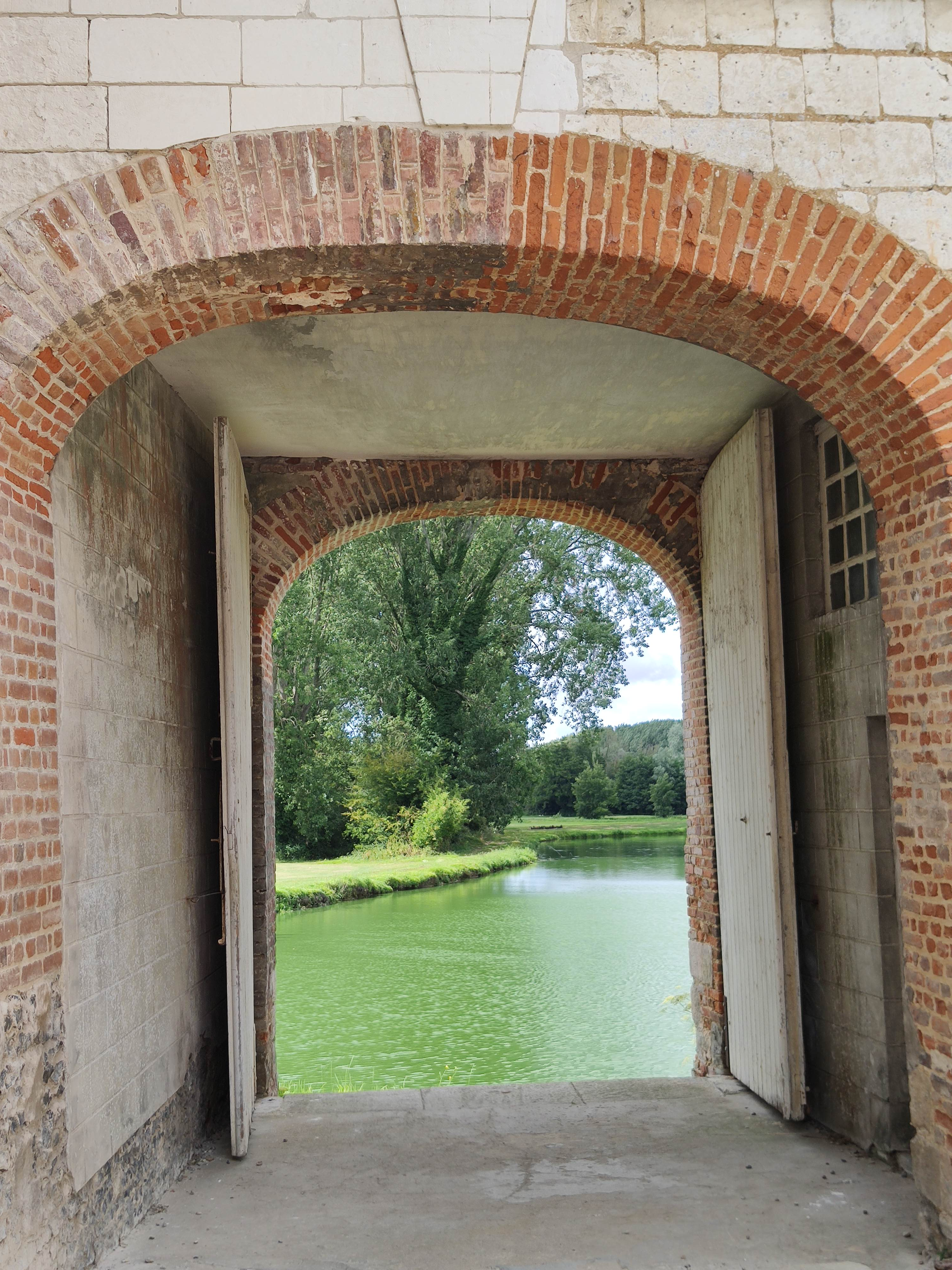
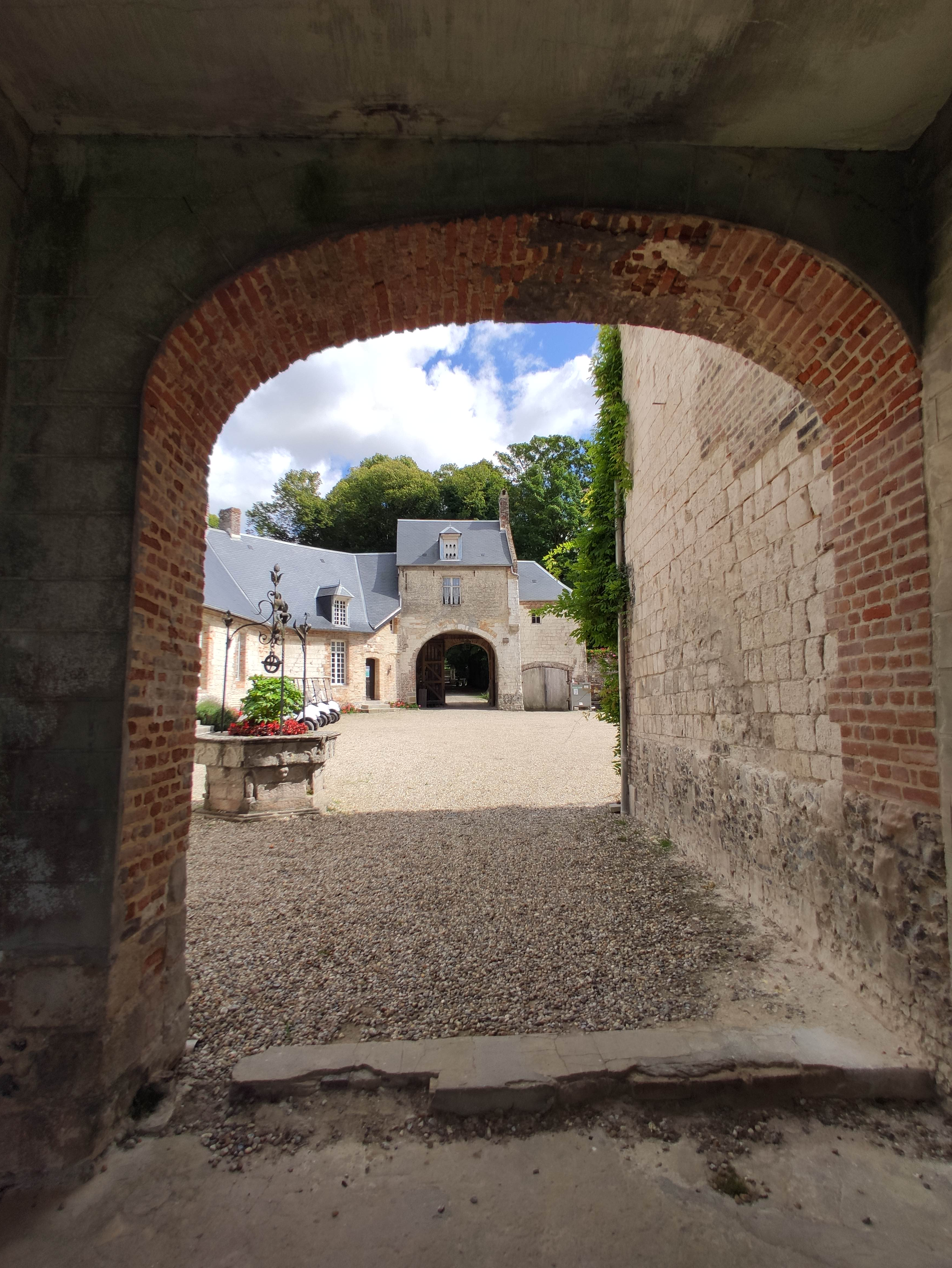

- Ancien relais de poste, le long de l'ancienne RN 1, devenu exploitation agricole, puis habitation privée.
- Un prieuré construit en 1630 par les moines capucins, en face d'un ancien poste de douane, fait office de lieu de restauration, c'est l'auberge des Contrebandiers.
- Sur la route de Balance, à côté de la ferme du Pinchemont, se trouvent les restes d'un moulin de pierre[45].
- La Chausséette, partie du marais du Pendé, se trouve sur le territoire de la commune. Des espèces protégées y sont recensées[46].

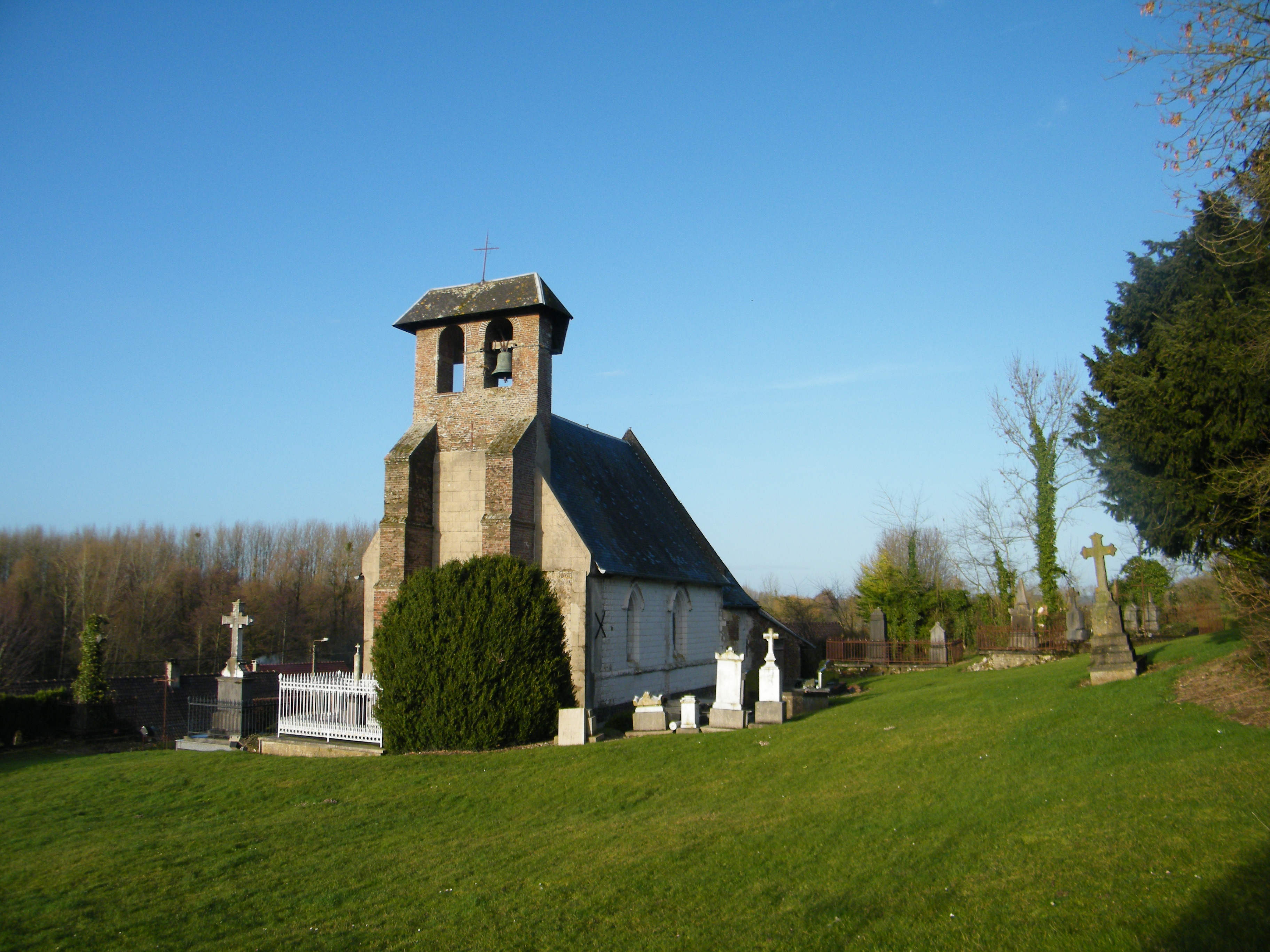
Église à campenard de Montigny.
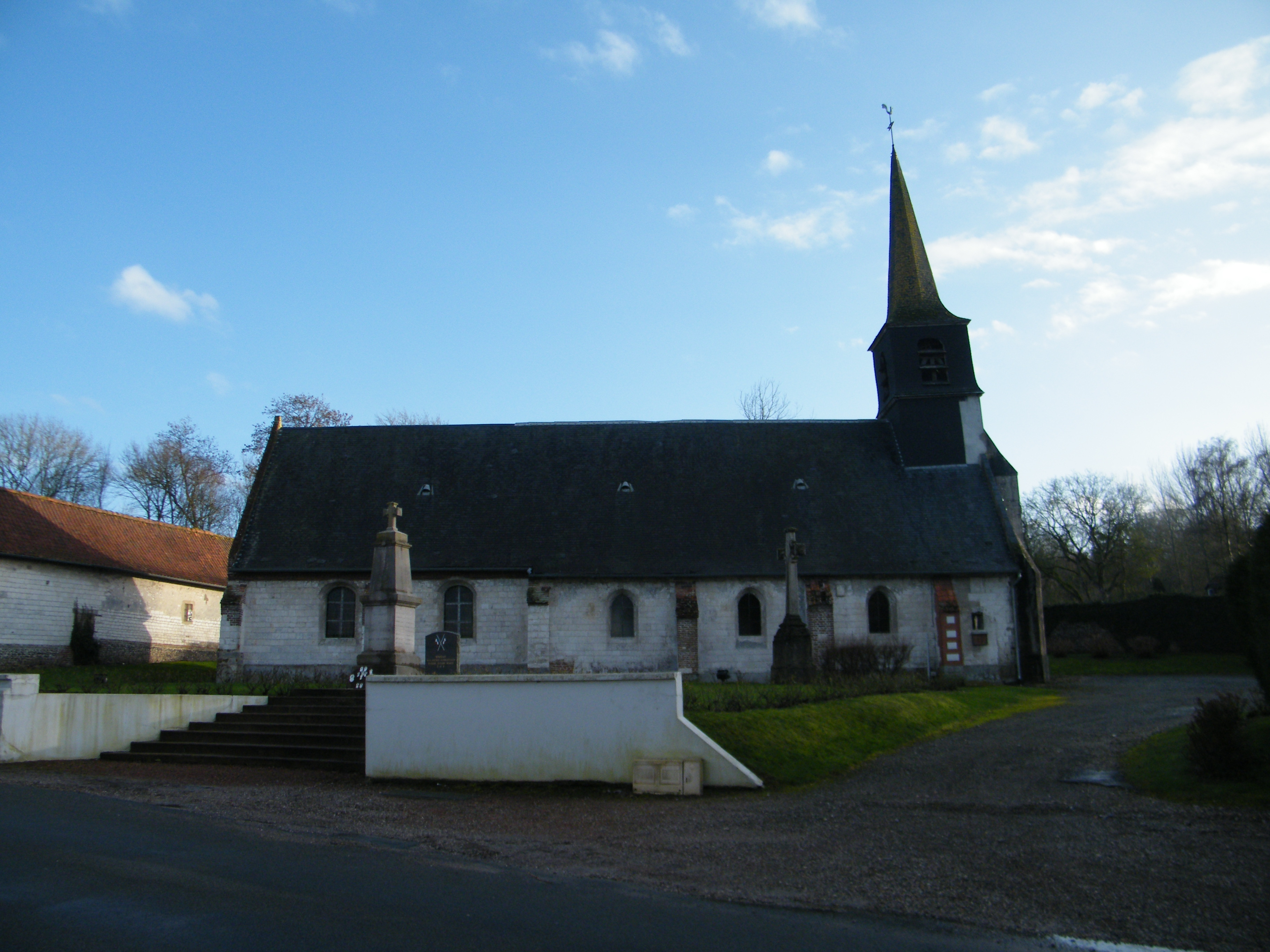
Église Saint-Martin de Nampont.
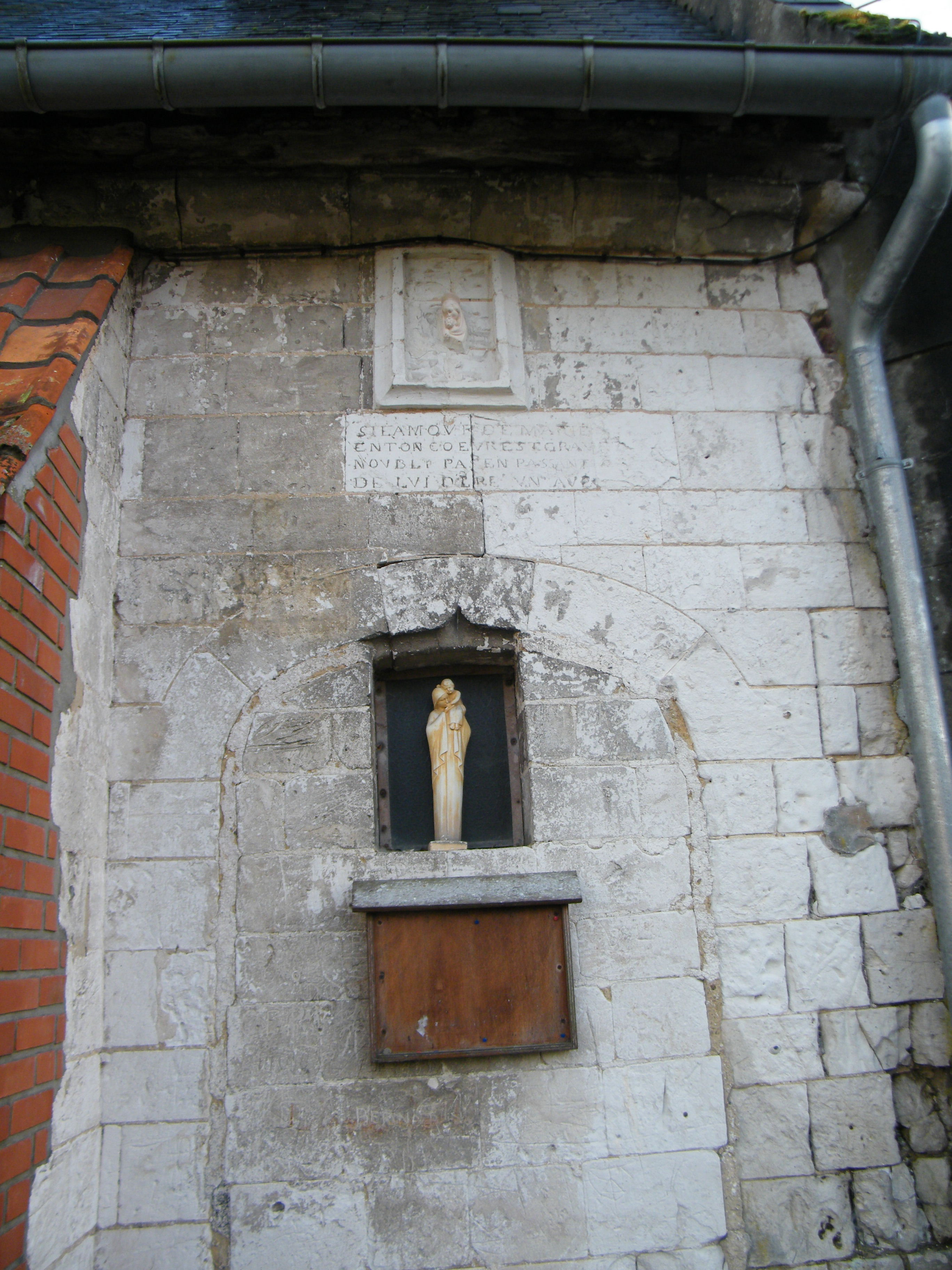
Sur l'église de Nampont.
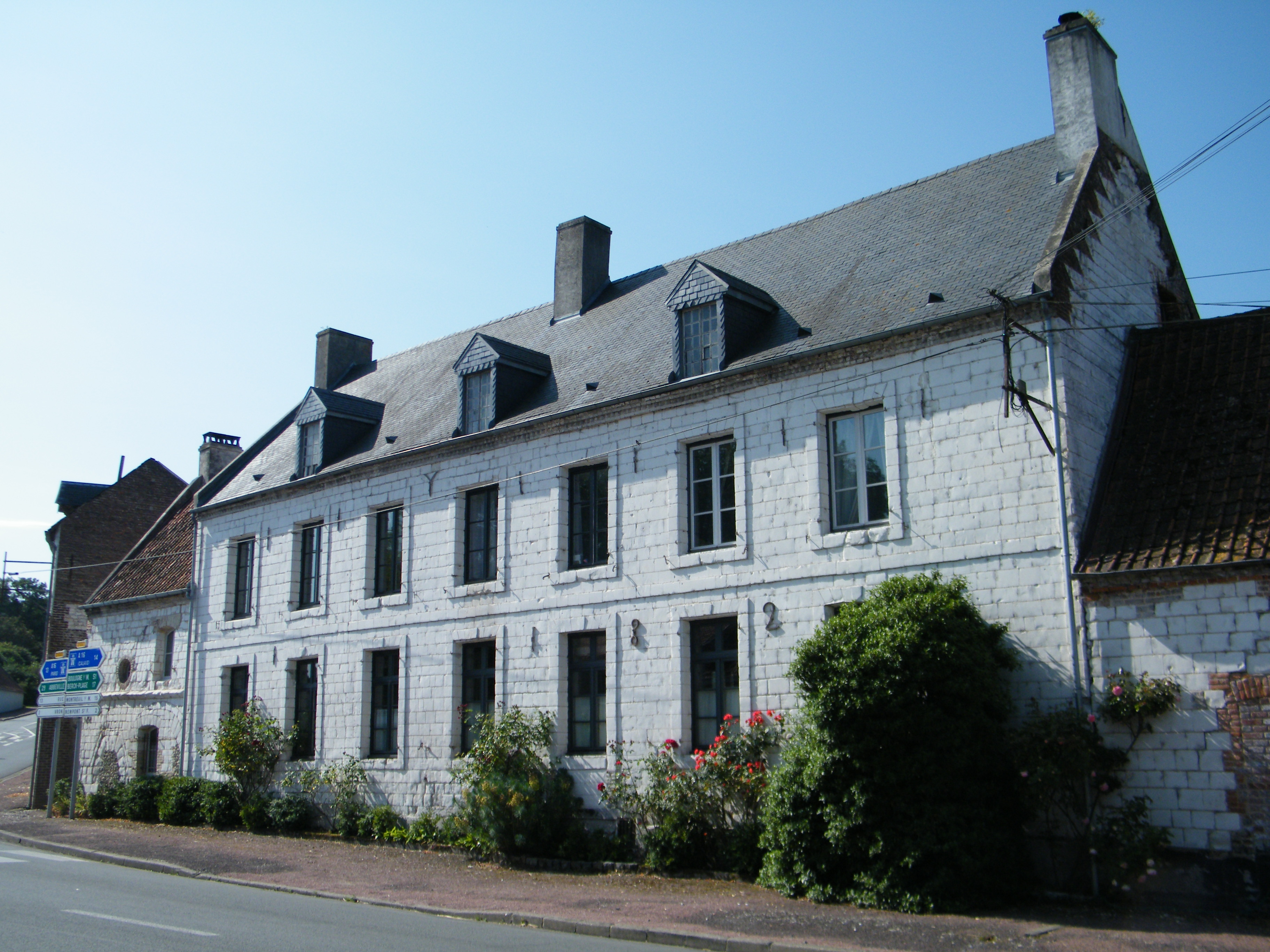
Ancien relais de poste.
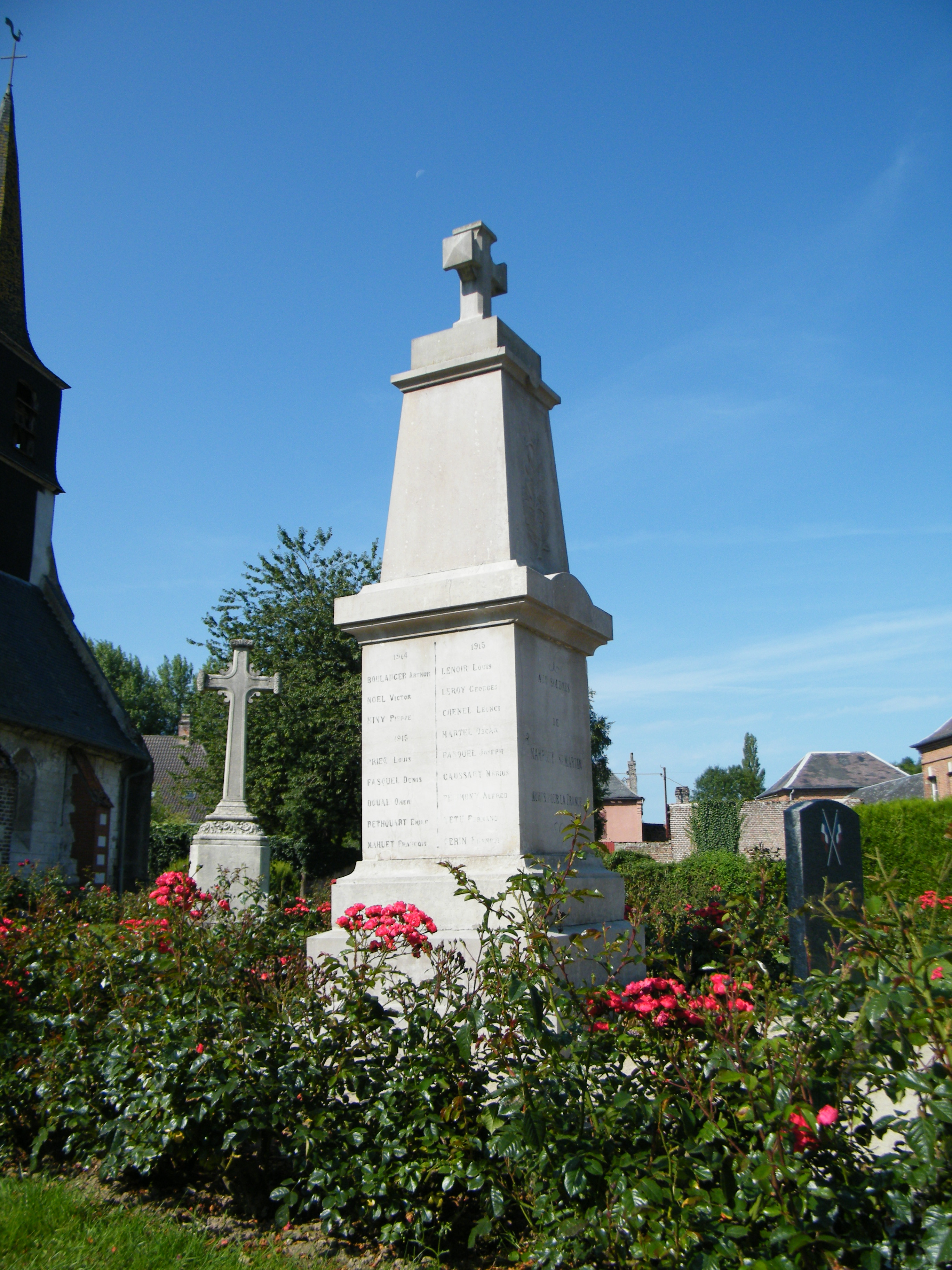
Monument aux morts.
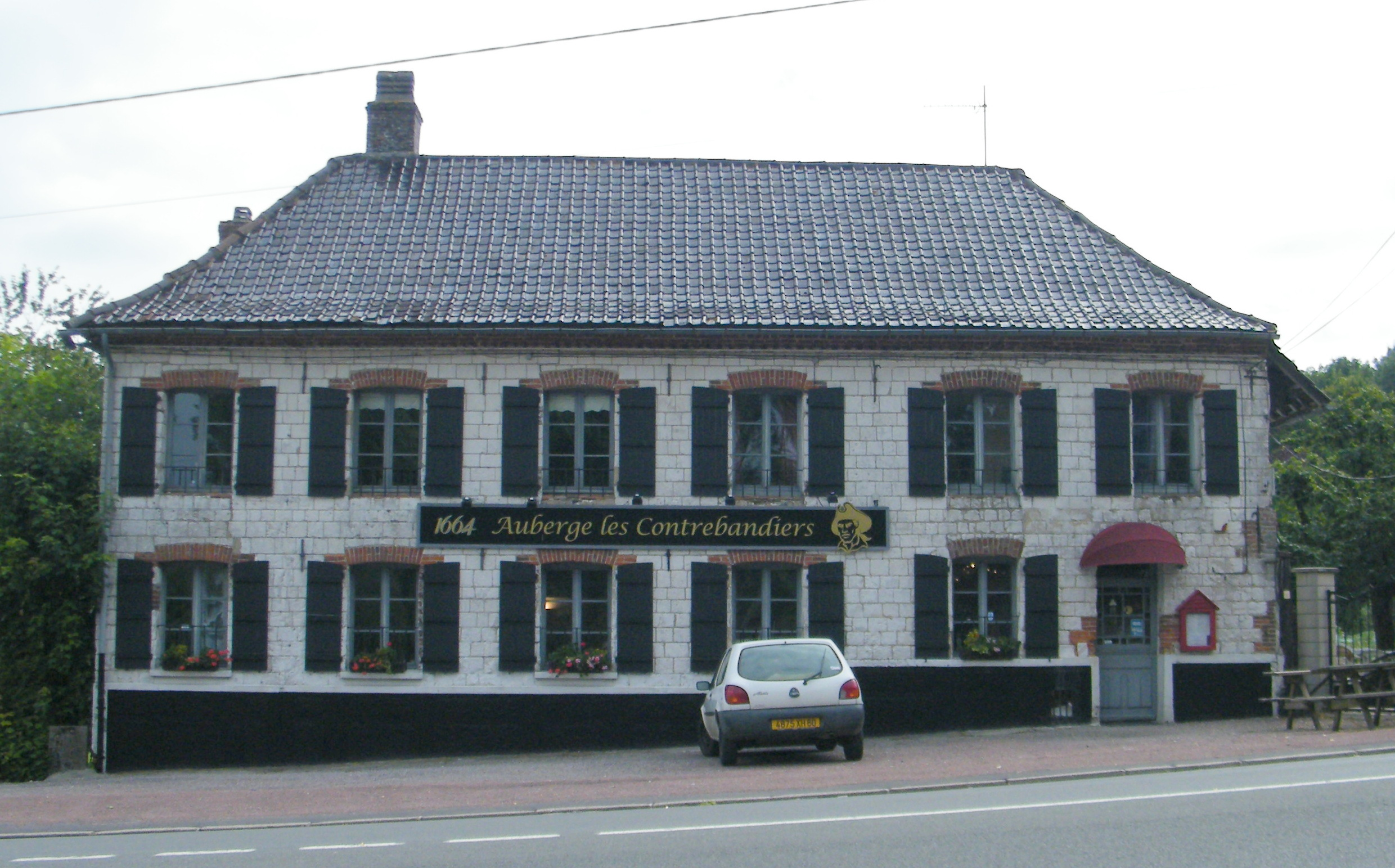
Auberge des Contrebandiers.
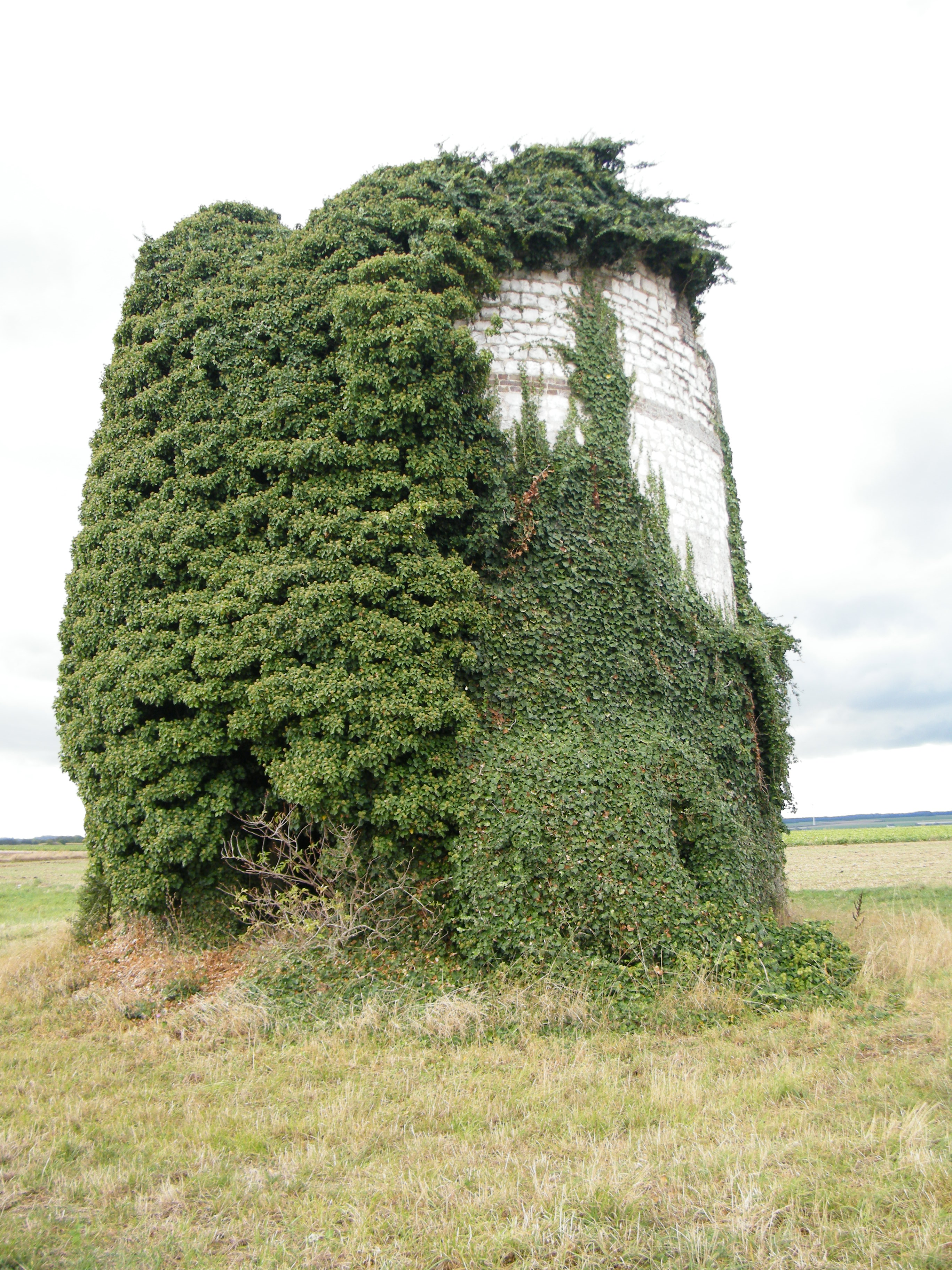
Ruines du moulin.

### La commune dans les arts
- 2023 : Un Homme heureux (2021), film réalisé et tourné en 2021 à Montreuil-sur-Mer, Rang-du-Fliers, Berck et au golf de Nampont, par Tristan Séguéla, acteurs principaux Fabrice Luchini et Catherine Frot, sorti en février 2023[47],[48].